# Imerinus
Imerinus is een kevergeslacht uit de familie van de boktorren (Cerambycidae). De wetenschappelijke naam van het geslacht werd voor het eerst geldig gepubliceerd in 1890 door Gahan.

## Soorten
Imerinus omvat de volgende soorten:
- Imerinus degener Fairmaire, 1898
- Imerinus granuliferus Gahan, 1890
- Imerinus robustus Fairmaire, 1898